# COVID-19-Pandemie in Rheinland-Pfalz
Die COVID-19-Pandemie tritt in Rheinland-Pfalz seit 2020 als Teil der weltweiten COVID-19-Pandemie und im Besonderen der COVID-19-Pandemie in Deutschland auf. Die Pandemie betrifft die neuartige Erkrankung COVID-19. Diese wird durch das Virus SARS-CoV-2 aus der Gruppe der Coronaviridae verursacht und gehört in die Gruppe der Atemwegserkrankungen.
Am 29. Februar 2020 wurde vom Robert Koch-Institut erstmals eine Infektion aus Rheinland-Pfalz bestätigt. Ab dem 11. März 2020 stufte die Weltgesundheitsorganisation (WHO) das Ausbruchsgeschehen des neuartigen Coronavirus als weltweite Pandemie ein.

## Verlauf

### Februar bis Mai 2020
Am 26. Februar 2020 bestätigte die Bundeswehr in Rheinland-Pfalz die Infektion eines Soldaten der Flugbereitschaft am Flughafen Köln/Bonn, der zuvor auf einer Karnevalsfeier in Gangelt mit dem erkrankten Ehepaar aus Heinsberg Kontakt hatte; er wurde im Bundeswehrzentralkrankenhaus Koblenz behandelt. Am 27. Februar 2020 wurde im Westpfalz-Klinikum in Kaiserslautern ein infizierter Patient gemeldet, der zuvor im Iran gewesen war.
Am 5. März 2020 wurde der Soldat der Flugbereitschaft am Flughafen Köln/Bonn, der am 26. Februar positiv getestet wurde, aus dem Krankenhaus entlassen. Er war der erste bestätigte Genesene in Deutschland, dessen Infektionskette nicht nach China zurückverfolgt werden konnte. Am 9. März wurde in Grünstadt ein 50-jähriger Reiserückkehrer nach Skiurlaub im Aosta-Tal positiv auf SARS-CoV2 getestet. Am 9. März 2020 wurde ein Student der WHU – Otto Beisheim School of Management in Vallendar positiv auf das Virus getestet. Am 12. März 2020 gab die Stadt Trier bekannt, dass sich ein Einwohner der Stadt mit dem Coronavirus infiziert hatte. Der betroffenen Person gehe es laut Aussage des Gesundheitsamtes gut. Am 17. März 2020 wurden im Landkreis Birkenfeld erstmals zwei Personen auf COVID-19 getestet und labortechnisch bestätigt. Beide hatten sich in Tirol aufgehalten.
Ab dem 19. April waren in Rheinland-Pfalz mehr als 100 Tote zu verzeichnen. Ende April steigerte sich diese Anzahl auf 166. Die Zahl der Infizierten stieg bis zum 30. April auf insgesamt 6029, jedoch wurden Neuinfizierte zwischen dem 20. und 30. April durchgehend bei unter 100 neuen Fällen pro Tag beziffert. In der ersten Monatshälfte wurden an manchen Tagen mehr als 200 neuen Fälle registriert. Seit Anfang Mai lag die Zahl der durchschnittlichen Neuinfektionen pro Tag bei unter 40 Fällen. Nach Mitteilung der Landesregierung vom 5. Mai 2020 lag die aktuelle Todeszahl bei 186 und 5.190 der 6.175 erkrankten Personen waren von Covid-19 genesen.
In der dritten Maiwoche lag die Inzidenz aller Landkreise bei unter 267 Fällen je 100.000 EW. Die Aktivität während der letzten Woche lag unter 10 Fällen je 100.000 Einwohner und sieben Tagen.

### Sommer 2020
Im Juni verringerte sich die Zahl der Neuinfizierten weiter. An keinem Tag im Monat gab es mehr als 30 neue Fälle. Nachdem sich die Zentrale der Tönnies Holding im nordrhein-westfälischen Rheda-Wiedenbrück zu einem Zentrum der Pandemie in Deutschland entwickelt hatte, wurden auch in rheinland-pfälzischen Fleischbetrieben Tests durchgeführt. Diese fielen weitestgehend negativ aus.
Insgesamt wurden im Juni 2020 lediglich fünf Todesfälle im Zusammenhang mit COVID-19 bekannt. Anfang Juli erhöhte sich die Zahl wöchentlicher Neuinfektionen wieder leicht, blieb jedoch den restlichen Monat stabil zwischen 20 und 40 täglichen Neuinfektionen. An vielen Julitagen verzeichnete Rheinland-Pfalz keine neuen Todesfälle im Zusammenhang mit Covid-19.
Im August stieg die Zahl der täglichen Neuinfektionen erheblich an. Am 19. August überschritt sie erstmals seit Mitte April 2020 wieder 100 Fälle. Diese Zahl sank zum Monatsende wieder auf teilweise unter 50 Neuinfektionen. Hingegen blieb die Anzahl der Todesfälle auch im August niedrig. Am 19. September waren in RLP über 10.000 Infektionen registriert. Die täglichen Neuinfektionen bewegten sich im Bereich von 7–10 je 100.000 EW.

### Bis Jahresende 2020
Am 23. Oktober waren in RLP über 15.000 Infektionen registriert. Im Rahmen der zweiten Welle überstieg am 7. November die Zahl der registrierten Infektionen in RLP 25.000 bei 619 Todesfällen. Wie im gesamten Bundesgebiet stiegen auch die Zahlen der täglichen Neuinfektionen. Die höchste 7-Tage-Inzidenz ergab sich am 17. November mit fast 145.
Anfang Dezember blieben die Zahlen in Rheinland-Pfalz auf einem ähnlich hohen Niveau wie im November. An mehreren Tagen wurde in Rheinland-Pfalz die Marke von 1.000 Neuinfektionen überschritten. Die Städte Ludwigshafen am Rhein und Speyer gehörten zu den Kommunen mit den höchsten Inzidenzen in Deutschland. Insgesamt lagen die beiden Städte sowie der benachbarte Rhein-Pfalz-Kreis mit ihren Inzidenzen in den ersten beiden Dezemberwochen deutlich über dem Landesschnitt. Bis Ende Dezember 2020 sanken die Inzidenzen der genannten Kommunen wieder auf unter 200, gerechnet auf 100.000 Einwohner.

### Januar 2021
Zu Beginn des neuen Jahres stabilisierten sich die Infektionszahlen zunächst auf hohem Niveau, ehe sie im Lauf des Monats wie im gesamten Bundesgebiet konstant sanken. Am 18. Januar sank die 7-Tage-Inzidenz in Rheinland-Pfalz zum ersten Mal seit Anfang November unter den Wert von 100; seit dem 27. Januar lag dieser Wert konstant unter 100.
Lokale Schwerpunkte des Infektionsgeschehens waren im Januar unter anderem die Städte Worms und weiterhin Ludwigshafen, die Kommunen reagierten unter anderem mit nächtlichen Ausgangssperren. Am 22. Januar wurde ein massiver Corona-Ausbruch in einem Seniorenheim in Idar-Oberstein bekannt, der Landkreis Birkenfeld führte jedoch keine schärferen Maßnahmen mit der Begründung ein, dass dieses Infektionsgeschehen lokal begrenzt sei.

### Bis Frühjahr 2021
Im März 2021 nahm das Infektionsgeschehen in Rheinland-Pfalz wieder zu, nachdem die Zahlen im Februar weiter gesunken waren. Am 28. März lag die landesweite 7-Tage-Inzidenz erstmals seit Ende Januar wieder über dem Schwellenwert 100. Im April wurde dieser Wert fast durchgehend überschritten, besonders Mitte April war ein stärkerer Anstieg der Inzidenz und damit auch der Infektionszahlen zu verzeichnen. Erst Anfang Mai nahm die Dynamik des Infektionsgeschehens wieder ab.

### Sommer 2021
Zwischen Juni und Anfang August 2021 herrschte in Rheinland-Pfalz, wie im gesamten Bundesgebiet, ein ruhiges Infektionsgeschehen. Die 7-Tage-Inzidenz lag im Juli teilweise im einstelligen Bereich. Erst Mitte August stiegen die Infektionszahlen wieder stärker an, am 23. August wurde erstmals seit dem 25. Mai der Wert von 50 überschritten. Im September wurde der Schwellenwert von 100 zeitweise erneut überschritten.

### Die vierte Welle im Herbst und Winter 2021
Nachdem im Oktober die Fallzahlen zunächst sanken, nahm im November 2021 das Infektionsgeschehen deutlich zu. Rheinland-Pfalz wurde, wie ganz Deutschland, von der vierten Corona-Welle getroffen. Mitte des Monats stieg die landesweite 7-Tage-Inzidenz über den Wert von 200, nur wenige Tage später wurde der Schwellenwert 250 überschritten. Vor und nach den Weihnachtstagen war ein kurzzeitiges Absinken der Fallzahlen zu verzeichnen.

### Erste Jahreshälfte 2022
Zum Jahreswechsel 2021/2022 nahm das Infektionsgeschehen erneut zu. Durch die Omikron-Virusvariante stieg die Zahl der COVID-19-Fälle dramatisch. Mitte Januar hatte sich die 7-Tage-Inzidenz auf über 500 im Vergleich zum Monatsbeginn verdoppelt. Mehrere Städte, darunter Mainz und Kaiserslautern, wiesen zum Monatsende eine vierstellige 7-Tage-Inzidenz aus. Insbesondere Menschen, die nicht gegen COVID-19 geimpft sind, waren von diesem Infektionsgeschehen betroffen. Erst ab Mitte Februar war für mehrere Wochen wieder ein Absinken der Corona-Neuinfektionen zu verzeichnen. Dieses hielt bis Anfang März an, seither nahm das Infektionsgeschehen in Rheinland-Pfalz erneut zu. Im Frühjahr entspannte sich die Lage bis Ende Mai sowohl im gesamten Bundesgebiet als auch in Rheinland-Pfalz.

### Zweite Jahreshälfte 2022
In den ersten Sommermonaten des Jahres 2022 wurde das Bundesland von einer erneuten Infektionswelle getroffen, die ab Mitte Juli wieder abebbte. Auch die Zahl der im Krankenhaus behandelten COVID-19-Patienten nahm ab.

## Statistik

### Infektionsfälle
Bestätigte Infektionen (kumuliert) in Rheinland-Pfalz
(nach Daten des RKI aus COVID-19-Pandemie in Deutschland)
Bestätigte Infektionen (neue Fälle) in Rheinland-Pfalz
(nach Daten des RKI aus COVID-19-Pandemie in Deutschland)
Bestätigte Infektionen (7-Tage-Inzidenz) in Rheinland-Pfalz
(nach Daten des RKI aus COVID-19-Pandemie in Deutschland)

### Todesfälle
Bestätigte Todesfälle (kumuliert) in Rheinland-Pfalz
(nach Daten des RKI aus COVID-19-Pandemie in Deutschland)
Bestätigte Todesfälle (täglich) in Rheinland-Pfalz
(nach Daten des RKI aus COVID-19-Pandemie in Deutschland)
1. 1 2 3 4 5  Hier sind Fälle aufgelistet, die dem RKI über den Meldeweg oder offizielle Quellen mitgeteilt wurden. Da es sich um eine sehr dynamische Situation handelt, kann es zu Abweichungen bzw. zeitlichen Verzögerungen zwischen den RKI-Fällen und Angaben anderer Stellen, etwa der betroffenen Bundesländer oder der Weltgesundheitsorganisation (WHO), kommen.
2. 1 2 3 4 5  Nach Angaben des RKI wurden am 16. Mai 2020 keine Daten aus Rheinland-Pfalz übermittelt.

## Reaktionen und Maßnahmen

### Bildungsbereich
Am 13. März 2020 verfügte Rheinland-Pfalz eine landesweite Schulschließung ab dem 16. März. Eine Notbetreuung wurde in der Folge für Kinder, deren Eltern in systemrelevanten Berufen arbeiten, eingerichtet.
Mit Schreiben vom 16. April 2020 kündigte das Bildungsministerium die stufenweise Öffnung der Schulen an: Ab dem 27. April 2020 begann in Stufe 1 der Unterricht in Prüfungs- und Abschlussklassen an Berufsfachschulen II, Beruflichen Gymnasien, Berufsoberschulen, Fachoberschulen an Realschulen plus, G8-Gymnasien, Kollegs- und Abendgymnasien sowie für das 3. Ausbildungsjahr der Berufsschule. In Stufe 2 begann der Unterricht am 4. Mai 2020 für folgende Klassen- und Jahrgangsstufen: Berufliches Gymnasium (Stufe 12), Grundschulen (Stufe 4), G8-Gymnasien (Stufen 10 und 11), G9-Gymnasien (Stufen 10 bis 12), Integrierte Gesamtschulen (Stufen 9 bis 12), Realschulen plus (Stufen 9 und 10), Realschulen plus mit Fachoberschulen (Stufe 11), Schulen mit dem Förderschwerpunkt Lernen (Stufen 9 und 10) sowie in allen Klassen der Berufsfachschule I sowie dem Berufsvorbereitungsjahr (BVJ). Ab dem 26. Mai 2020 folgten zusätzlich die Klassenstufen 5 und 6 der weiterführenden Schulen, ab dem 8. Juni 2020 die Stufen 7 und 8.
Mit dem Schulbeginn nach den Sommerferien gingen die Schulen in Rheinland-Pfalz am 17. August 2020 wieder zum Regelbetrieb ohne Abstandsgebot über. Bei einem Anstieg der Infektionszahlen können als Maßnahmen ein eingeschränkter Regelbetrieb mit Abstandsgebot und weitere Hygienemaßnahmen sowie temporäre Schulschließungen angeordnet werden. Diese Maßnahmen können für einzelne Klassen oder Schulen, für eine Region oder landesweit getroffen werden. Bei einer Schließung wird im Fernunterricht unterrichtet, worauf sich Schulen und Lehrkräfte vorbereiten müssen.

### Vergnügungs-, Sport- und Freizeitbereich

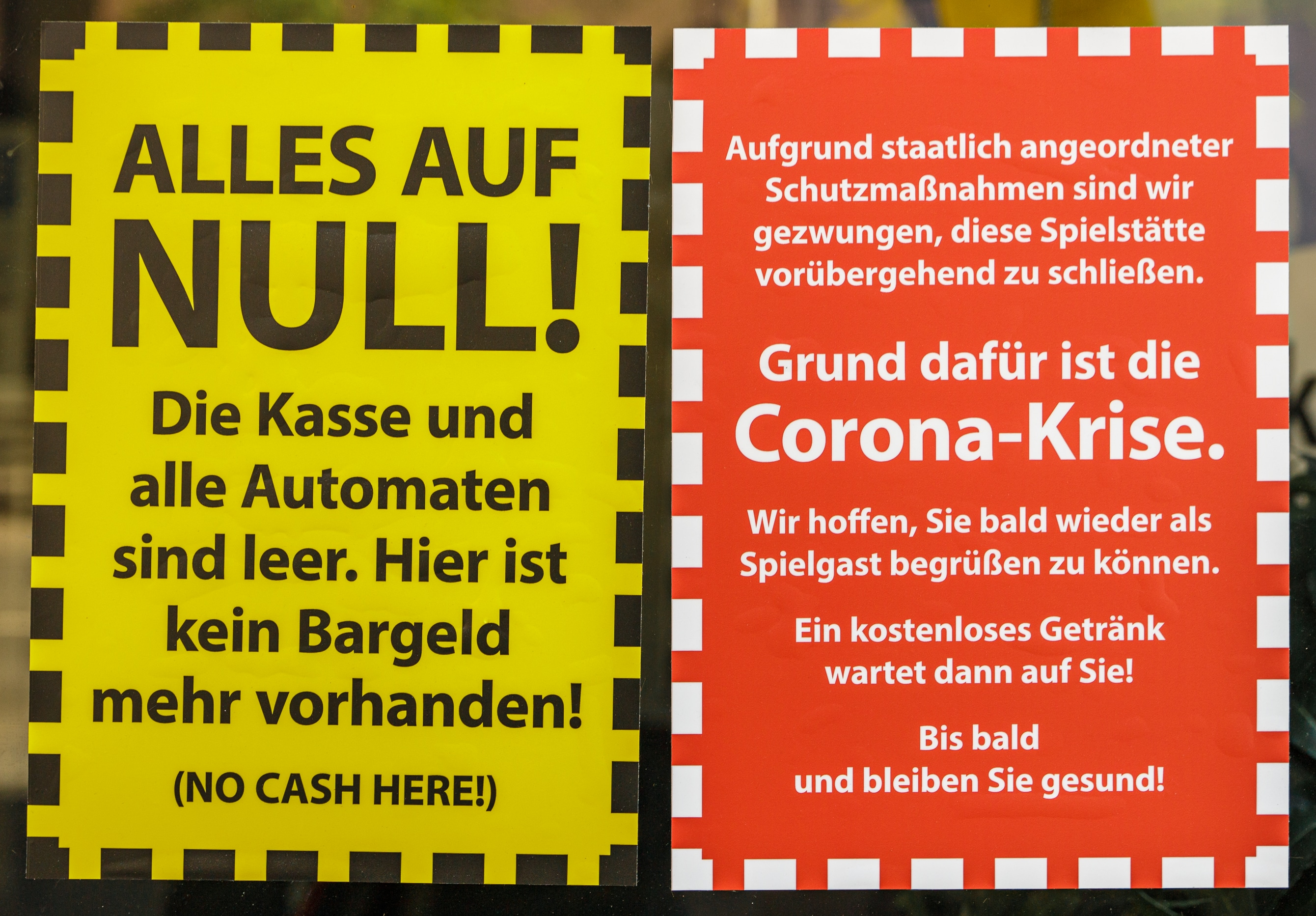
Aufgrund der Pandemie geschlossene Spielothek in Ludwigshafen am Rhein

Ab dem 18. März 2020 waren in Rheinland-Pfalz Vergnügungs-, Sport- und Freizeitstätten sowie der nicht systemrelevante Einzelhandel geschlossen zu halten. Sofern der Einzelhandel weiter geöffnet werden durfte, mussten über Zutrittskontrollen Warteschlangen vermieden werden. Am 20. März teilte die Ministerpräsidentin von Rheinland-Pfalz Malu Dreyer in einer Fernsehansprache mit, dass ab Mitternacht zum 21. März alle Cafés, Eisdielen und Restaurants in Rheinland-Pfalz geschlossen bleiben. Ein Spaziergang an der frischen Luft ist erlaubt, jedoch dürfen nicht mehr als fünf Personen zusammenstehen. Des Weiteren sollen die Behandlungsplätze für Corona-Kranke mit schweren Verläufen erhöht werden. Damit schnell getestet werden kann, seien im ganzen Bundesland Fieberambulanzen eingerichtet und werden weiter ausgebaut. Außerdem wurde der Pendelverkehr aus dem französischen Grenzgebiet reglementiert. Rheinland-pfälzisches Gebiet durfte von Personen aus Risikobereichen nur für Fahrten zum Ort der Beschäftigung betreten werden. Am 22. März setzte die Landesregierung das Kontaktverbot um.
Eine förmliche Verschärfung der Einschränkungen gab es an den Ostertagen 2020 nicht. Stattdessen appellierte Ministerpräsidentin Malu Dreyer eindringlich an die Bürger von Rheinland-Pfalz: „Reisen Sie nicht, verzichten Sie auf größere Ausflüge, treffen Sie nicht zusätzliche Menschen“.
Am 20. April 2020 erfolgten erste Lockerungen der Beschränkungen. Zoos und Parks durften wieder öffnen. Am 6. Mai gab Ministerpräsidentin Dreyer weitere Lockerungen bekannt. So durften seit dem 13. Mai Gastronomiebetriebe unter Auflagen wieder öffnen. Sie wurden allerdings verpflichtet, die Kontaktdaten der Gäste aufzunehmen, um dadurch mögliche Infektionsketten nachverfolgen zu können. Am 10. Juni traten weitere Lockerungen in Kraft. Seit diesem Zeitpunkt durften sich wieder maximal zehn Personen aus verschiedenen Haushalten im öffentlichen Raum treffen. Darüber hinaus wurden größere Veranstaltungen zugelassen, die Teilnehmerzahl wurde bei Innenveranstaltungen auf maximal 75 Personen begrenzt (ab dem 24. Juni 2020 auf 150 Personen) und im Außenbereich auf 250 Personen.

### Einrichtung von Schwerpunktkliniken
Um die Anstrengungen in Rheinland-Pfalz zu konzentrieren, wurden fünf Corona-Schwerpunktkliniken eingerichtet. Diese befinden sich in Kaiserslautern (Westpfalz-Klinikum), Koblenz (Gemeinschaftsklinikum Mittelrhein), Mainz (Universitätsklinikum), Ludwigshafen (Städtisches Klinikum) und Trier (Klinikum Mutterhaus der Borromäerinnen in Kooperation mit dem Krankenhaus der Barmherzigen Brüder).

### Impfzentren

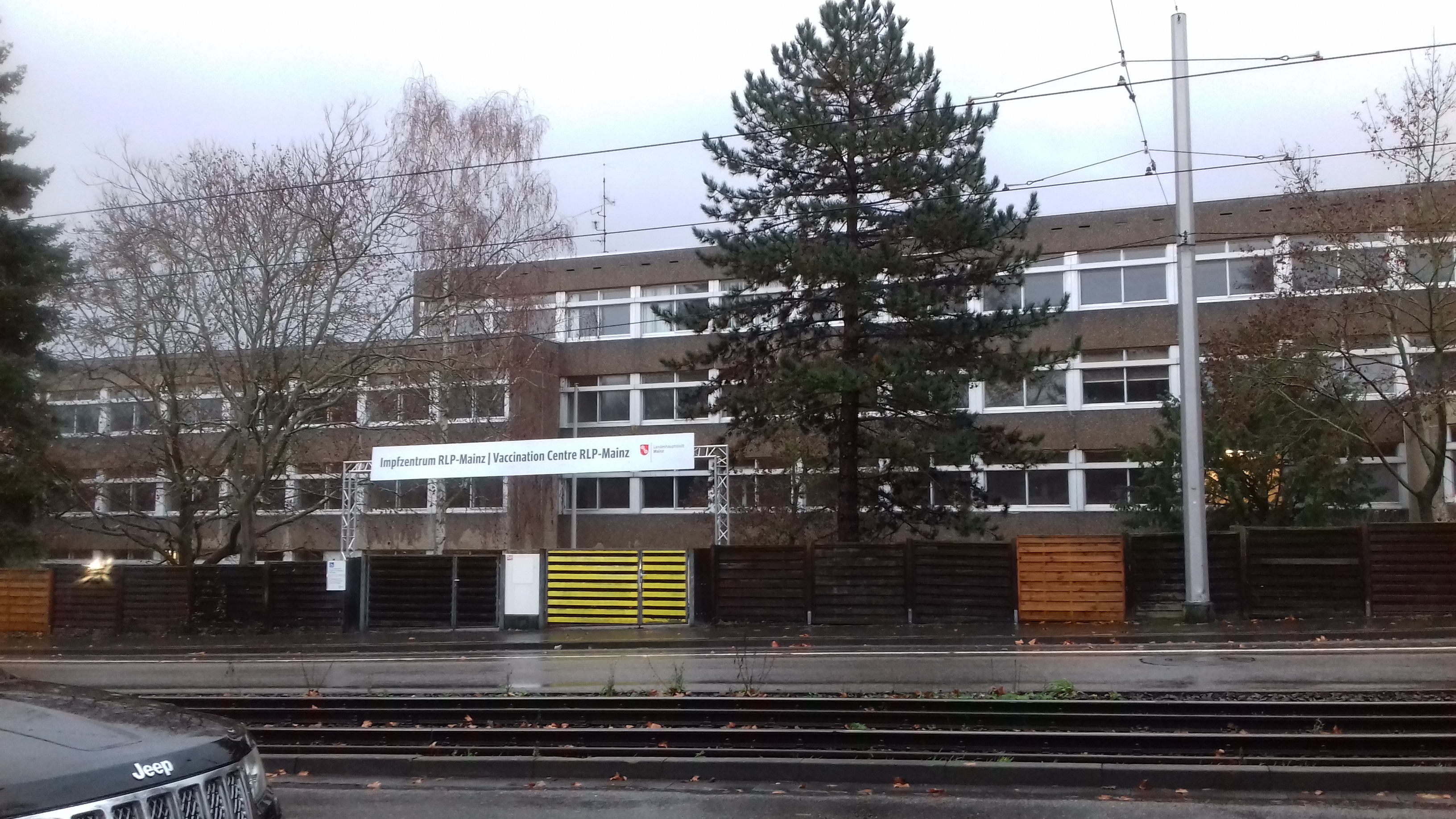
Impfzentrum in Mainz

In Rheinland-Pfalz wurden an 31 Standorten Impfzentren eingerichtet. Am 27. Dezember 2020 wurden in einem Seniorenzentrum in Koblenz die ersten Impfungen mit dem vom Mainzer Unternehmen BioNTech entwickelten COVID-19-Impfstoff durchgeführt.

### Maskenpflicht
Am 22. April 2020 gab Ministerpräsidentin Malu Dreyer auf einer Pressekonferenz in Mainz bekannt, dass ab 27. April im öffentlichen Nahverkehr und beim Einkaufen in Geschäften eine Maskenpflicht gilt. Auf der Pressekonferenz sagte sie, sie sei „mehr als verwundert gewesen, dass ausgerechnet diejenigen, die sehr kritisch der Maskenpflicht gegenüber waren zum damaligen Zeitpunkt“ – nämlich bei der Konferenz der Ministerpräsidenten mit der Bundeskanzlerin am 15. April –, „jetzt in die Vorhand gegangen sind und die Maskenpflicht in ihren Bundesländern eingeführt haben.“ Christian Baldauf und Bernhard Braun begrüßten die Einführung der Maskenpflicht in Rheinland-Pfalz. Michael Frisch kritisierte, der Beschluss komme zu spät.

### Wirtschaft
Am 17. März 2020 erteilte die Bundesregierung einen Großauftrag zum Bau von Beatmungsgeräten an das Unternehmen Löwenstein Medical in Bad Ems.
Anfang November 2020 teilte das Mainzer Biotechnologieunternehmen Biontech mit, dass ein von ihm zusammen mit dem Pharmakonzern Pfizer entwickelter Coronavirus-Impfstoff (BNT162b2) eine Impfstoffwirksamkeit von über 90 % zum Schutz vor der Krankheit COVID-19 bietet. Ebenfalls in Mainz werden die Injektionsfläschchen für die Impfstoffe bei der Schott AG hergestellt.